# 나하항
나하항(那覇港 나하코[*])은 일본 오키나와현 나하시에 있는 항구이다. 항만 관리자는 오키나와현 나하시 우라소에시가 설립한 특별지방공공단체의 나하항 관리 조합이 하고 있으며, 항만법에 중요항만으로 지정되어 있으며, 핵심 국제 항만으로도 지정되어있다. 또한 항칙법에서는 특정항으로 지정되어 있다.
오키나와현의 관문으로 국제 컨테이너 항로를 포함한 50개 이상의 항로를 가지고 있으며 40개 이상의 섬의 경제 활동을 지원하고 있는 항구이다.